# Yang Chih-hsun
Yang Chih-hsun (chinesisch 楊智勛; * 1. November 1991) ist ein taiwanischer Badmintonspieler. 

## Karriere
Yang Chih-hsun startete 2010 und 2011 bei den Badminton-Juniorenweltmeisterschaften. 2012 war er bereits bei den Asienmeisterschaften der Erwachsenen am Start. Bei den Macau Open 2012 stand er in der zweiten Runde des Hauptfeldes, bei den Swiss Open 2013 und den Thailand Open 2013 in der ersten. 2013 repräsentierte er sein Land ebenfalls im Sudirman Cup.